# Paul Henri Auquier
Paul Henri Auquier ( 1939 - 1980 ) fue un botánico belga . Desarrolló su actividad académica en el "Departamento de Botánica", de la Universidad de Lieja, especializándose en agrostología.

## Honores

### Eponimia
- (Poaceae) Coelachne auquieri Ndab.[2]

- (Poaceae) Festuca auquieri Kerguélen[3]

- (Pteridaceae) Pteris auquieri Pic.Serm.[4]

- (Selaginellaceae) Selaginella auquieri Bizzarri[5]

- La abreviatura «Auquier» se emplea para indicar a Paul Henri Auquier como autoridad en la descripción y clasificación científica de los vegetales.[6]